# Turbidostato
Um turbidostato é um dispositivo de cultura microbiológica contínua, semelhante a um quimiostato ou a um auxostato, que tem feedback entre a turbidez do recipiente de cultura e a taxa de diluição. A relação teórica entre o crescimento em um quimiostato e o crescimento em um turbidostato é um tanto complexa, em parte porque são semelhantes. Um quimiostato tem um volume e uma taxa de fluxo fixos e, portanto, uma taxa de diluição fixa. Um turbidostato ajusta dinamicamente a taxa de fluxo (e, portanto, a taxa de diluição) para tornar a turbidez constante. No estado estacionário, a operação do quimiostato e do turbidostato é idêntica. É somente quando as suposições clássicas do quimiostato são violadas (por exemplo, fora de equilíbrio; ou as células estão em mutação) que um turbidostato é funcionalmente diferente. Um exemplo pode ser quando as células estão crescendo em sua taxa máxima de crescimento, condição na qual é difícil de ajustar um quimiostato para a taxa de diluição constante apropriada.
Enquanto a maioria dos turbidostatos usa um espectrofotômetro/turbidímetro para medir a densidade óptica para fins de controle, existem outros métodos, como permissividade dielétrica.
O morbidostato é um dispositivo similar construído para estudar a evolução da resistência antimicrobiana. O objetivo também é manter os níveis de turbidez constantes, mas isso é controlado com a adição de agentes antimicrobianos.